# 빛 재채기 반사
빛 재채기 반사(영어: photic sneeze reflex)는 밝은 빛을 바라보거나 눈주위(눈알을 둘러 싼 부분)에 주사를 할 때와 같이 여러 자극들에 반응하여 재채기를 일으키는 의학적 질환이다. 이 질환은 미국에서는 전체 인구 중 18-35% 정도가 지니고 있으며 일본에서는 전체 인구중 25%가 지니고 있는 것으로 조사되었다. 이 재채기 반사가 신체의 어떤 작용에 의해서 일어나는 것인지는 아직 충분히 의학적으로 증명되지 않았다.

## 연구
고양이에 대한 연구에서 중뇌에 존재하는 광반사 중추(덧눈돌림신경핵)에서 나온 신경 돌기가 홍채의 동공 괄약근(눈동자를 줄이는 근육)을 조절하는 신경 세포(모양체 신경절)뿐만 아니라 코 분비를 조절하는 신경 세포에도 도달하고 있는 것이 나타난다.. 눈부심을 느끼는 순간 광반사 중추는 홍채의 동공 괄약근을 수축시키는 동시에 코샘에서 콧물 분비를 일으키는 것 같다고 생각된다. 콧물의 분비는 코 점막에 자극을 주고 이 자극이 감각 신경(삼차 신경)를 통하여 중추에 전달돼 재채기 반사 중추가 작동하며 재채기가 일어난다. 그래서 이 신경 연락이 빛 재채기 반사에 관련되어 있을 가능성이 높다고 여겨진다. 광반사에 필요한 시간은 짧은 시간이기 때문에 재채기 반사의 지속 시간도 짧다. 그렇기 때문에 재채기 횟수는 한번 또는 많아야 2~3회 정도이며, 보통 그 이상은 일어나지 않는다.
빛 재채기 반사에 관한 비교 해부학적 연구나 계통 발생학적 연구(진화학적)는 이뤄지지 않아 다른 동물들도 이 반사가 존재하는지는 분명치 않다. 왜 눈이 부시면 재채기를 하는지는 알려지지 않았으며 인류의 조상에게 진화학적으로 필요했었던 반사작용이 현재의 인류에게까지 전해진 것으로 추측된다.
또 이 현상을 "ACHOO"(영어로 재채기의 의음어) 증후군이라고 부르기도 한다. ACHOO의 두문자 풀이는 "Autosomal dominant Compelling Helio-Ophthalmic Outburst syndrome"(상염색체 우성 유전자가 일으키는 돌발성 태양 시각 증후군)이다..

## 사회적 영향
최근 고속도로의 터널 출구 부근에서 사고나 편대 비행 중인 조종사의 사고는 빛 재채기 반사가 원인으로 지목되고 있다.

## 기타
광반사 중추에서 코샘에 이르는 신경 결합을 가진 고양이의 비율은 10%이하로 추정된다. 근육이나 신경 등은 모든 사람에게 공통적 존재하지만, 일부 신경은 사람마다 빠져 있는 것도 있고 반대로 더 존재하는 것도 있다. 진화학적으로 오래된 동물에 존재하던 근육이나 신경이 사람에 일정 비율로 출현하는 일도 있다 (절반 이하로만 출현하는 경우를 변이(variation)라고 한다.). 빛 재채기 반사 신경도 변이의 하나가 아닐까 생각된다.

## 같이 보기
- 배부름 재채기
- Sexually induced sneezing